# I sei libri della Repubblica
I sei libri della Repubblica è un'opera di filosofia politica scritta da Jean Bodin, storico, giurista e filosofo francese, pubblicata nel 1576. Il libro è uno dei classici della filosofia politica.

## Storia della pubblicazione
I Sei Libri della Repubblica sono il capolavoro di Jean Bodin, riconosciuto al momento della pubblicazione come uno dei principali intellettuali europei. Ha scritto i libri in francese, e non nella lingua dotta del latino, in modo che potessero essere condivisi e letti da quante più persone possibile.
Dalla fine degli anni '70 del Cinquecento, quest'opera fu studiata presso l' Università di Cambridge e l'Università di Londra. Per il pubblico accademico fu lo stesso Bodin a tradurre in latino il libro, che fu pubblicato nel 1586. Tra il 1576 e il 1629 quest'opera conobbe almeno quattordici edizioni francesi e nove edizioni latine. Fu tradotto in italiano (1588), spagnolo (1590), tedesco (1592 e 1611) e inglese (1606).

## Obiettivo
La Repubblica si apre con una lettera a “Monsignore Du Faur, Signore di Pibrac, Consigliere del Re nel suo Consiglio privato” in cui l'autore giustifica la sua impresa con il desiderio di “salvare questo Regno”. La Francia era allora in preda a forti divisioni religiose, tra cattolici e ugonotti, che avevano generato guerre di religione e culminate con il massacro di Saint-Barthélemy nel 1572. Rifiutando il metodo scolastico, allora ancora ampiamente insegnato nelle università, nonché il metodo Dall’utopismo poi incarnato da Tommaso Moro, Bodin rimodella il pensiero politico utilizzando il metodo storico, in particolare la storia costituzionale dei principali stati europei. Quest'opera magistrale e maestra della politica moderna serve ancora oggi come riferimento per giuristi e filosofi.
Bodin elabora il concetto chiave dello Stato moderno la cui esistenza è definita dalla sovranità. Aggiorna inoltre una nuova classificazione dei regimi politici (democrazia, monarchia, aristocrazia).

## Divisione dell'opera
- Libro I: fine principale di una Repubblica ben ordinata. Confronto con la famiglia. Del potere coniugale; del potere paterno; del potere signorile e se dobbiamo sopportare gli schiavi in una Repubblica. Definizione di cittadino. Trattati tra principi. Di sovranità.
- Libro II: tipi di Repubbliche: monarchia signorile, reale, tirannica; stato aristocratico; stato popolare.
- Libro III: Senato, magistrature e amministrazione.
- Libro IV: crescita e decadenza delle Repubbliche; rapporti del Principe con i suoi sudditi; come affrontare la sedizione.
- Libro V: variazione delle Repubbliche secondo la diversità della topografia, del clima e delle popolazioni. Leggi sulla poligamia. Attribuzione di cariche ufficiali. Destino dei beni del condannato.
- Libro VI: finanze e integrità delle valute. Confronto delle tre forme di Repubbliche. Giustizia distributiva.

## Temi

### Sovranità
Jean Bodin pone al centro della sua riflessione la nozione di sovranità, che caratterizza lo Stato. Bodin non fonda quindi lo Stato sul ricorso al contratto sociale, benché conosciuto al suo tempo e sviluppato dai protestanti, né allo stato di natura. La sovranità è definita come una (non condivisibile), indivisibile, perpetua e assoluta. Non ha altra condizione “che la legge di Dio e la natura comandano”. La sovranità ha diversi attributi:
Potere di legiferare: “Il primo segno della sovranità è quello di “dare la legge”, senza essere soggetto al comando o alla tutela di alcuno”.
Rispetto delle leggi della natura: La sovranità non implica potere arbitrario: “E così il potere assoluto dei principi e delle signorie sovrane non si estende in alcun modo alle leggi di Dio e della natura”. Da ciò consegue che “nell'ordine internazionale anche la sovranità è soggetta alla legge: “il principe sovrano è vincolato dai contratti che stipula sia con il suo suddito sia con uno straniero”. Il principe è vincolato da trattati e convenzioni giusti e ragionevoli. Bodin rivela così, sul piano internazionale, sovrani indipendenti ed eguali, soggetti alla legge. Nozione di Stato nazionale: secondo cui lo Stato è unitario o federale.

### Definizione di buon governo
Bodin rifiuta il machiavellismo e cerca di riabilitare l'idea secondo la quale il rispetto della giustizia da parte del re è una condizione necessaria per il funzionamento della Repubblica. Definisce quindi la Repubblica come “un diritto di governare più famiglie e ciò che è ad esse comune, con potestà sovrana”. Il decisore pubblico può prendere decisioni solo in vista del bene comune, e decidere solo su cose comuni e mai particolari.
Pertanto, il giusto governo deve essere coerente con la legge del Dio del cristianesimo, mirando alla giustizia e all'ordine. La Repubblica deve essere sempre ben ordinata, mirando alla realizzazione di valori superiori, moralmente e intellettualmente.
La Repubblica è quindi anche un'arte di governare: «Se dunque il Principe deve nel trattamento dei suoi sudditi imitare la sapienza di Dio nel governo di questo mondo, deve raramente porsi in vista dei sudditi, e con maestà adeguata alla sua grandezza e potenza”.

### Relazioni tra le nazioni
Bodin pone in primo piano l'equilibrio tra i poteri sovrani: “la sicurezza dei Principi e delle Repubbliche sta in un eguale contrappeso di potere di ciascuno”. Il rispetto dei trattati è obbligatorio e non richiede l'antica pratica dei giuramenti. Dobbiamo però garantire che le condizioni non siano insopportabili per nessuno dei partiti.
Sul piano commerciale è favorevole al commercio tra Stati e ritiene che le restrizioni al commercio debbano essere limitate agli imperativi dell'interesse pubblico. Egli ritiene inoltre che esista "una vera interdipendenza tra le diverse regioni del mondo [...] segnata da una distribuzione ineguale delle ricchezze" , che implica la necessità di rapporti commerciali, ma anche di "rapporti di amicizia e di carità": “Dobbiamo dare parte dei nostri beni agli stranieri e insegnare loro le nostre arti e tecniche, perché dobbiamo loro questa carità per obbligo naturale”.